# Império do Divino Espírito do Valverde

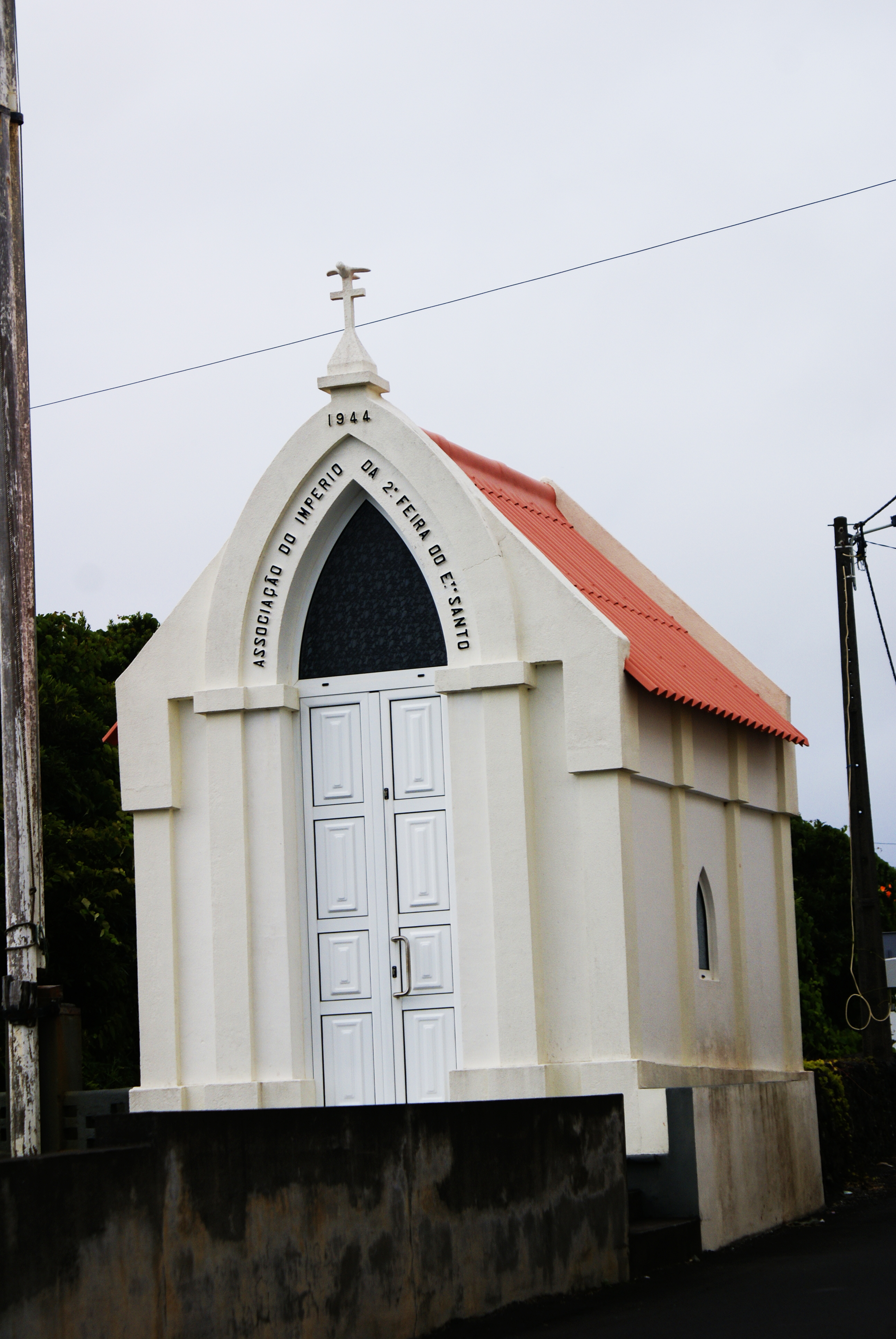
Império do Espírito Santo, Valverde.

O Império do Divino Espírito Santo de Valverde é um Império do Espírito Santo português que se localiza no lugar de Valverde na freguesia da Madalena, concelho da Madalena do Pico, ilha do Pico, arquipélago dos Açores.
A data de construção deste império do Divino recua ao século XX, mais precisamente ao ano de 1944.